# Jerzu
Jerzu é uma comuna italiana da região da Sardenha, província de Nuoro, com cerca de 3.361 habitantes. Estende-se por uma área de 102 km², tendo uma densidade populacional de 33 hab/km². Faz fronteira com Arzana, Cardedu, Gairo, Lanusei, Osini, Tertenia, Ulassai, Villaputzu (CA).

## Demografia
| Variação demográfica do município entre 1861 e 2011                               |
|                                                                                   |
| Fonte: Istituto Nazionale di Statistica (ISTAT) - Elaboração gráfica da Wikipedia |